# Chahan Berberian
Chahan Berberian (arménien : Շահան Պէրպէրեան), né en août 1891 à Constantinople (Empire ottoman) et mort le 9 octobre 1956 à Paris, est un écrivain, musicien et philosophe arménien.